# Vasiliy Sidorenko
Vasiliy Sidorenko (Volgogrado, Rusia, 1 de mayo de 1961) es un atleta ruso, especializado en la prueba de lanzamiento de martillo en la que llegó a ser medallista de bronce mundial en 1997.

## Carrera deportiva
En el Mundial de Atenas 1997 ganó la medalla de bronce en el lanzamiento de martillo, con una marca de 80.76 metros, tras el alemán Heinz Weis (oro) y el ucraniano Andriy Skvaruk.